# 1495
Năm 1495 là một năm trong lịch Julius.